# Lijst van gouverneurs van Västerbottens län
Dit is een lijst van gouverneurs van de provincie Västerbottens län in Zweden, in de periode 1638 tot heden. Västerbottens län is een län, een provincie in het zuiden van Zweden. Het Zweeds voor gouverneur is landshövding.
- Stellan Otto von Mörner 1638-1641
- Frans Crusebjörn 1641-1653
- Johan Graan 1653–1679
- Lorentz Creutz 1675
- Jacob Fleming 1679
- Hans Clerk 1680–1683
- Hans Abraham Kruuse af Verchou 1683–1688
- Reinhold Johan von Fersen 1688
- Gotthard Strijk 1688–1692
- Arvid Horn 1692
- Gustaf Douglas 1692–1705
- Otto Wilhelm Löwen 1705–1712
- Anders Erik Ramsay 1713–1717
- Magnus Fredrik Cronberg 1717–1719
- Otto Reinhold Strömfelt 1719
- Jacob Grundell 1719–1733
- Gabriel Gabrielsson Gyllengrip 1733–1753
- Olof Leijonstedt 1755–1759
- Johan Funck 1759–1762
- Martin Ehrensvan 1762–1765
- Olof Malmerfelt 1765–1769
- Carl Efraim Carpelan 1769
- Magnus Adolf von Kothen 1769–1775
- Georg Gustaf Wrangel 1775–1781
- Carl Wilhelm Leijonstedt 1781–1782
- Fredrik von Stenhagen 1782–1789
- Johan Gustaf af Donner 1789–1795
- Pehr Adam Stromberg 1795–1811
- Gustaf Edelstam 1811–1817
- Georg Lars af Schmidt 1817–1842
- Gustaf Adolf Montgomery 1842–1856
- Gösta Munthe 1856–1864
- Erik Viktor Almquist 1864–1872
- Axel Wästfelt 1873–1891
- Jesper Ingevald Crusebjörn 1891–1904
- Axel Asker waarnemend, 1900–1902
- Axel Fredrik Oscar Cederberg waarnemend, 1902–1903
- Henning Theodor Biörklund 1904–1916
- Axel Schotte 1916–1923
- Robert Hagen 1917–1918
- Nils Gustaf Ringstrand 1918–1919, 1923–1931
- Gustav Rosén 1931–1942
- Elof Lindberg 1943–1956
- Filip Kristensson 1957–1965
- Karl G. Samuelsson 1965–1971
- Bengt Lyberg 1971–1978
- Sven Johansson 1978–1991
- Görel Bohlin 1992–1995
- Georg Andersson 1995–2001
- Lorentz Andersson 2001–2007
- Goran Theolin waarnemend, 2007–2008
- Chris Heister 2008–2012
- Birgitta Heijer waarnemend, 2012
- Magdalena Andersson 2012–2020
- Lars Lustig waarnemend, 2020
- Helene Hellmark Knutsson sinds 2020

Blekinge län · Dalarnas län · Gävleborgs län · Gotlands län · Hallands län · Jämtlands län · Jönköpings län · Kalmar län · Kronobergs län · Norrbottens län · Örebro län · Östergötlands län · Skåne län · Södermanlands län · Stockholms län · Uppsala län · Värmlands län · Västerbottens län · Västernorrlands län · Västmanlands län · Västra Götalands län